# 天童市子育て未来館 げんキッズ
天童市子育て未来館 げんキッズ（てんどうしこそだてみらいかん げんキッズ）は、山形県天童市にある子育て支援施設。

## 解説
天童市芳賀土地区画整理組合が開発したニュータウン「芳賀タウン」に2015年に開設された子育て施設である。天童市における子育て支援の拠点施設となっており、天童市が掲げる「子育て支援日本一」のスローガンを実現するための拠点として建設された。親と子、子ども同士、保護者同士の交流の場としての役割を果たしている。
館内には雨天や降雪期の遊び場として屋内遊技場を備えている。内装は森をイメージしており、床などには木材を使用。壁は緑色で塗装されている。遊具も施設内に設けられており、高さ約8 mのラ・フランスタワーや2つの螺旋状のスライダーなどが存在する。
施設側は小学校6年生までの子どもとその保護者の同伴での利用を呼びかけている。利用料金は無料だが、研修室の利用は料金が発生する。
開館から1年後に天童市が発表した平均入館者は、平日550人、休日1,500人程度。道路向かいに位置するイオンモール天童など商業施設が付近に多いことから買い物ついでの親子の利用が多く、利用者の6割は天童市外からだった。

## 沿革
- 2015年（平成27年）
  - 5月11日 - 現地で落成式が行われる。
  - 5月21日 - 開館。

## 施設概要
室内の遊技場は安全面の配慮もかねて、乳幼児、幼児、児童向けの3つのゾーンに区分けされている。2歳までの乳幼児が利用できる「ハイハイ広場」、3歳 - 5歳までの幼児が利用できる「ゆめ広場」、6歳 - 小学生までの児童が利用できる「ぼうけん広場」の3つの広場が1階フロアに存在する。
生後6か月から未就学児の子どもを事前予約制・有料で預かる「一時預かりルーム」も存在し、子どもを預けた保護者が周辺施設で買い物をするといったことも可能である。
2階には保護者同士の子育ての情報交換などで利用可能な「子育てカフェ」などがある。また、建物の外には面積約2,000 m2の屋外子育て交流スペース「もりの広場」も存在する。
| 2F |
| --- |
| 子育てカフェ、多目的交流エリア、子育て情報コーナー、読み聞かせコーナー、研修室、ボランティア室、相談室 |
| 1F |
| ハイハイ広場、ゆめ広場、ぼうけん広場、一時預かりルーム                                                 |

## 利用時間・休館日
- 利用時間
  - 午前9時 - 午後7時
- 休館日
  - 毎月第3水曜日（祝日の場合はその翌日）
  - 1月1日

## アクセス
- 東北中央自動車道天童ICより車で8分[9]。約200台収容の無料駐車場あり。
- JR奥羽本線・天童南駅より徒歩14分[9]。

## 周辺
- 山形銀行芳賀支店
- イオンモール天童

など